# Kristendommens indførelse i Norden
Kristendommens indførelse i Norden eller religionsskiftet i Norden (norrønt: Siðaskipti) er betegnelsen for den langvarige religiøse forandring, der ændrede befolkningens trosretning i Norden fra at have været hedninger til hovedsagelig at blive kristne.
Religionsskiftet var ikke resultatet af en enkeltstående begivenhed eller handling, men var en langvarig proces under hvilken de nordiske lande blev til centraliserede kongedømmer. De familier der endte med at blive til kongehuse havde i mange år haft nær kontakt med lande, der allerede var kristne og nordiske stormænd havde tætte familiemæssige bånd til kristne fyrstehuse, specielt i Polen, Ukraine (Rus) og Konstantinopel. Processen var i store træk først afsluttet omkring år 1300, hvorfor hele det nordiske samfund først fra dette tidspunkt var fuldt integreret i den kristne kultur.
Overgangen fra det før-kristne samfund til det kristne samfund skete i sammenhæng med gennemgribende sociale, politiske og kulturelle forandringer af de nordiske samfund, hvorunder stormænd blev til konger, der krævede skat, slog mønt og indførte monoteismen for at understøtte denne nye samfundstype.
På grund af den generelle kildemangel til store dele af perioden, anvendes islandske kilder ofte til at belyse de folkelige reaktioner til religionsskiftet, selvom samfundet i den Islandske fristat på det tidspunkt i høj grad adskilte sig fra det øvrige Norden. Man har også lagt for stor vægt på den hensigtsrettede historieskrivning der blev nedfældet senere i klostre, specielt Adam af Bremens. Og man har undervurderet de skriftlige kilder fra øst, som f.eks. Nestorkrøniken og den byzantinske patriark Fotios 1. af Konstantinopels forfatterskab.

## Etymologi
Det norrøne ord siðaskipti (sædeskifte) er en indikation på, hvorledes udviklingen blev opfattet i samtiden.[kilde mangler] Ordet er dannet af siðr, der betyder sæd/skik. Det har en betydning, der nærmer sig det moderne ord kultur, men dækker også over tradition og religion. Preben Meulengracht Sørensen har tolket ordsammenstillingen som et tegn på, at man opfattede udviklingen som et skifte fra én verden til en anden. Selvom omvæltningen tilsyneladende blev opfattet som skelsættende i samtiden, så har udviklingen for hele samfundet som helhed været langt mere gradvis. I begyndelsen var det givetvis kun de ydre rammer, fx bygninger og ritualer, der blev udskiftet, først senere skete der et egentligt trosskifte, da den kristne livsforståelse og teologi vandt indpas. Det medførte siden et etisk skifte, da selve livsførelsen blev forandret.

## Tendenser og faser i religionsskiftet
Tre faser kan skelnes i forløbet:
1. Skandinaver erhverver viden om kristendommen. Dette ligger betydeligt længere tilbage end de missionsrejser man hidtil har regnet for en første kontakt. Men det er umuligt at fastsætte en tidshorisont. Den første viden erhvervedes vidt forskellige steder, både i Irland, England, Kiev og Konstantinopel. Det var naturligvis overklassen og udlandsskandinaver, der først fik kendskab til monoteismen.
2. Store grupper af skandinaver bliver kristne. Denne udvikling foregår fra midt i 800-tallet, muligvis især i kolonierne i Rusland-Ukraine samt i Væringegarden i Konstantinopel. De første nordiske kristne i disse områder var græsk orienteret, men de overgik senere til Slavisk kirke-liturgi. Senere endnu var skandinaver medvirkende til at introducere latinsk liturgi i Kiev.
3. Skandinavien bliver tilknyttet den latinske kristendoms administrative system. Dette skete sandsynligvis omkring 1100-tallets begyndelse.
Religionsskiftet var et vigtigt element i den gennemgribende sociale, politiske og kulturelle transformation, de nordiske samfund gennemgik i løbet af den sidste del af jernalderen, vikingetiden og middelalderen. Den norske religionsforsker Gro Steinsland har beskrevet den således: ...religionsskiftet [var] både en drivende faktor i samfunnsendringerne og resultatet av omfattende endringsprosesser. Skandinavien havde hidtil været under et socialt system af stormandsvælde, men under processen koncentreredes magten i 3 - 4 kongehuse.
I de fleste værker, som beskriver religionsskiftet, afhænger synsvinklen og forklaringsmodellerne i høj grad af opfattelsen af kongemagtens rolle, både overfor kirken og i det før-kristne samfund. Kristendommen i sig selv opfattes som oftest positivt, og kristningen som noget uafvendeligt. Dertil kommer at vægtningen af den politiske betydning af skiftet også er påvirket af ideologiske standpunkter, så forskere med konservativ observans i reglen har været præget af en positiv opfattelse af herskerne og kirken, mens de marxistiske har været antiklerikale og antiautoritære, og de liberale har lagt vægt på demokratiske tendenser og bondesamfundet som drivkraft for udviklingen.

### Overgangstid
I størsteparten af den periode religionsskiftet fandt sted i, har tilhængere af de to religioner levet tæt på hinanden og skellet mellem dem har sandsynligvis ikke været opfattet knivskarpt. Så selvom de nordiske lande nominelt var blevet kristne allerede i løbet af vikingetiden, så tog det reelt mange år før de kristne forestillinger var fuldkommen rodfæstet i befolkningen. Der fandtes fx ikke noget, der lignede de vesteuropæiske kirkestrukturer før ca. 100 år efter, at Harald Blåtand officielt havde antaget kristendommen som statsreligion. Samtidig var kendskabet til de traditionelle forestillinger i det 13. og 14. århundrede stadig så stort på Island, at der kunne nedskrives større litterære fremstillinger om den gamle religion og herfra er vigtige mytologiske værker som Ældre og Yngre Edda blevet bevaret. De kristne ideer og forestillinger er ganske langsomt trængt ind og har med tiden erstattet den før-kristne religion. Fra Sverige er der arkæologisk materiale, der antyder, at denne proces kan være påbegyndt allerede omkring år 500. Sprogforskere er enige om at en hel række finske, kristne ord er overtaget fra tidlig slavisk sprog. Desuden er der påvist byzantinsk påvirkning i de tidlige danske kalkmalerier.. Historikeren John H. Lind anser det for bevist, at der var kristne menigheder med slavisk liturgi i Finland før de svenske korstog, samt at Væringerne bragte kristne påvirkninger i begge retninger: I den tidlige periode blev væringer græsk- eller slavisksprogede kristne, men senere bragte de latinsk kristendom til Østeuropa.
Den kristendom, der etablerede sig i Norden i starten af middelalderen, var anderledes end den moderne form. Det var en kristendom, hvor Jesus fremstod som en erobrende krigerkonge; men også den anskuelse ændrede sig i løbet af den lange tidsperiode religionsskiftet strakte sig over.

### De første religionsmøder
De allertidligste kontakter mellem nordboer og kristne fandt ganske givet sted længe før 8. århundrede, måske før det Vestromerske riges kollaps i 5. århundrede. Det var imidlertid først i 820’erne, at det blev politisk muligt at prædike i Norden for større grupper. Arkæologiske fund viser, at Norden først omkring år 700 for alvor begyndte at åbne sig for Vesteuropa og at kontakten fra det tidspunkt begynder at blive langt mere intensiv end i den foregående periode, fx gennem handel og krigstogter. Den øgede kontakt var en væsentlig forudsætning for at kristendommen kunne få fodfæste og dermed etablere sig som religion i Norden.
Begyndelsen på den udvikling der fører frem til religionsskiftet falder dermed sammen med begyndelsen på den periode, der sædvanligvis kaldes vikingetiden. Den almene forståelse af begrebet viking og vikingetiden er præget af de beskrivelser, der primært stammer fra klostre overalt i Vesteuropa. En viking kan derfor defineres som en nordbo, der i en eller anden form har været i kontakt med den kristne kultur. Det vil sige, når Norden træder ind i historien og de første skriftlige kilder bliver skrevet om nordboerne, har det tidligste møde mellem den nordiske kultur og kristendommen allerede fundet sted. Den nordiske religion, der beskrives i de skriftlige kilder er fx også skrevet på et tidspunkt, hvor kristendommen allerede var etableret i Norden og hvor den kulturelle påvirkning fra Syd- og Vesteuropa i flere århundreder havde været stærk.
I begyndelsen af det 9. århundrede bliver der oprettet et ærkebispesæde i Hamborg med det formål at organisere og beskrive den kristne mission i Nord- og Østeuropa. Disse skriftlige kilder har medført, at man har tillagt missionærerne fra syd æren for at have kristnet Norden. Meget tyder dog på, at den engelske kirke og den ukrainske var mindst lige så betydningsfulde, og især, at initiativet kom fra de nordiske konger. Mange af de ældste kirker er fx bygget ud fra engelsk tradition, mens St. Clemens kirker stammer fra Kiev. Så vidt vides blev de første kirker i Norden opført på handelspladserne Birka, Ribe og Hedeby, der var de vigtigste i Norden og som derfor ofte besøgtes af fremmede handelsfolk, heriblandt mange kristne. Den vigtigste funktion for disse første kirker var derfor ikke at fungere som missionscentre, men snarere at sørge for pleje og beskyttelse af kristne købmænd. Fra begyndelsen havde præsten dog tilladelse til at døbe og prædike for lokalbefolkningen.
I det 9. og 10. århundrede emigrerede mange folk fra Norden til de områder af Vesteuropa, deres forfædre havde plyndret. De vigtigste bosættelsesområder var Nordvestengland, det østlige Irland, kystområderne, øerne i det nordlige Skotland og Normandiet. Disse områder var allerede kristne, da nordboerne slog sig ned som bønder. Island, Færøerne og Grønland blev også koloniseret, men de var enten ubeboede eller ikke-kristne. De nordboer, der bosatte sig i lande, som i forvejen var kristne, lod sig ofte omvende. De mennesker som blev boende, forblev i højere grad kristne, end de som vendte tilbage til Norden efter en omvendelse i udlandet. Dette betød, at der efterhånden opstod kristne, nordiske kolonier flere steder i Vest- og Østeuropa.
I enkelte grave fra hele vikingetiden er der blevet fundet tegn på kristendom i form af blykors og vokslys. Ændringer i de generelle gravskikke i et bestemt område kan bruges som indikator for, hvornår et egentligt religionsskifte fandt sted i den brede befolkning på det sted. Udgravninger har vist at brandgrave blev erstattet af jordfæstegrave i det sydvestligste Norge allerede i første halvdel af det 10. århundrede. Brandgrave blev aldrig brugt af kristne, mens jordfæstegrave kun i sjældne tilfælde blev brugt i før-kristen tid. Dette skifte skete på et tidligere tidspunkt end i Danmark, hvor det fandt sted i midten af århundredet. Det indre Norge og området omkring Trondheim forblev dog overvejende hedensk i længere tid.

### Kongernes omvendelse
Da den danske konge Harald Blåtand konverterede i 960’erne, var flere af hans undersåtter sandsynligvis allerede kristne, men der var fortsat også mange, der holdt fast i den gamle tro. Et lignende billede gjorde sig gældende for de øvrige nordiske lande: Når fyrsten gik over til den nye tro, var det udelukkende formelt, at landet blev kristent. Det forhold kom til at gælde i mange år derefter. Så selv om Harald Blåtand havde gjort kristendommen til statsreligion, måtte han stadig acceptere, at nogle af hans vasaller forblev hedninger. En af de mest betydningsfulde af disse vasaller, var den norske Håkon Jarl af Lade. I løbet af de sidste fire årtier af det 10. århundrede var næsten alle de nordiske lande formelt blevet kristne. Svealand var den eneste vigtige undtagelse, idet den offentlige kult der endnu var hedensk trods en stor kristen befolkning i Mälarregionen. Skiftet til kristendommen fandt først sted i 1080’erne.
En vigtig faktor bag kongernes konvertering var udviklingen af mere komplekse og organiserede samfund i middelalderens Nordeuropa. Det betød, at der blev stillet nye krav til religionen, som kristendommen bedre var i stand til at opfylde end den traditionelle religion. Til at øge kongens magt var centralisering og bureaukratisering vigtige redskaber og det var kun den kirkelige administration i stand til at tilbyde på dette tidspunkt. I alle de nye stater der opstod i Europa i den tidlige middelalder, var der derfor en nær sammenhæng mellem rigssamling og kristning. I 10. århundrede var det i udpræget grad eliten, der fulgte kongen og bekendte sig til den nye tro, men langsomt spredte den sig til den brede befolkning. Det varede dog flere århundreder, før den gamle religion forsvandt.
Frem til år 1100 blev grundlaget lagt for de nordiske kirkers institutioner. De første danske biskopper var blevet udnævnt i midten af det 10. århundrede, men de havde nok kun en formel relation til den by, deres stift var navngivet efter. Flere af dem besøgte måske aldrig den pågældende by. Under Knud den Store blev de første regulære stifter i Danmark etableret og omkring 1060 var grænserne for de otte stifter, der kom til at eksistere helt frem til Reformationen, fastlagt. Norden oprettedes først som selvstændig kirkeprovins i 1103, da der bliver indsat en ærkebiskop i Lund. Indtil da havde Norden været reelt uafhængig af pavestolen, selvom ærkebiskoppen i Hamburg-Bremen gjorde krav på hele den nordiske kirkeprovins.

### Kirken styrkes
I Norden var gejstligheden i det 11. århundrede normalt stadig af udenlandsk herkomst. Det var først i løbet af det 11. og 12. århundrede, at kristendommen var blevet så institutionaliseret i Danmark, at der blev uddannet danske præster. I det øvrige Norden skete det først endnu senere. De kirker, som var blevet bygget før 12. århundrede, var i reglen ganske små. De havde typisk et pulpitur til stormanden, der havde sponsoreret den, og hans familie, mens præsten og tjenestefolkene sad på jorden. Bønderne fra omegnen var totalt fraværende. Driften af templer og helligsteder i før-kristen tid var almindeligvis en sag for en fyrste eller overhovedet for en stor, jordbesiddende slægt. Når denne omvendte sig til kristendommen, var det i stedet kirken, han sponsorerede. Kirkerne var praktisk taget alle bygget i træ, da huse bygget i sten nærmest var ukendte på den tid i Norden. De var helt rektangulære, i modsætning til de treskibede basilikaer, der var udbredt i Vesteuropa. Ingen af de ældste trækirker er bevaret og størstedelen af dem blev afløst af større stenkirker i 12. og 13. århundrede, på nær i Norge, hvor byggeskikken med træ som noget usædvanligt i europæisk sammenhæng blev videreudviklet.
Klostrenes og især cisterciensernes ankomst til Norden i 12. århundrede var med til at åbne kirken for almuen. I Vesteuropa var en ny type kristendom opstået, der lagde større vægt på den personlige tro, dåb og omvendelse af mennesket kom i fokus. Denne bevægelse fik hurtigt indflydelse i Norden. Et element i den var opførelsen af nye kirker på steder, hvor der hidtil ikke havde været nogen samt udvidelse af gamle, for at hele befolkningen kunne have adgang til gudstjenesten. Fra år 1100 kunne dette byggeri ses over hele Europa samt i Norden. I Danmark er en del af disse kirker stadig bevaret. I anden halvdel af det 11. århundrede blev de første kirker af den centraleuropæiske basilika-type rejst i Norden og de var hovedsageligt domkirker. Til byggeriet af højmiddelalderens nye stenkirker var det længe nødvendigt at benytte udenlandske eksperter. Lokale bygmestre blev først almindelige, da teglsten blev mere udbredte. Hele kulturomvæltningen der fandt sted med religionsskiftet blev forstærket, da de kirkelige institutioner omkring 1300 var fuldt etableret. Men kristendommen i Norden var på dette tidspunkt ikke helt fri for før-kristne elementer.
Religionsskiftet fik konsekvenser for kønsrollemønstret i forhold til religionsudøvelsen. I den før-kristne periode fandtes gydjer, som, efter de senere kilder at dømme, var kvindelige præster. Kvinderne spillede derfor en særlig rolle i frugtbarheds- og Frej-kulten og måske også i dyrkelsen af diserne samt i alfeblót. Gydje-funktionen havde prestige, om end den ikke var forbundet med den samme magtposition som goden. Denne position forsvandt imidlertid og kristendommen tilbød ikke nogen funktioner, hvor kvinderne havde en tilsvarende position.

## Missionscentre og missionering
I 600- og 700-tallet var England centrum i en blomstrende kristen kultur, der fik stor indflydelse over hele Vesteuropa. Mange gejstlige fra de Britiske øer rejste i denne periode til kontinentet som missionærer. Tilmed også til lande, der formelt allerede var kristne. Denne type rejsende blev i samtiden kaldt pilgrimme, hvilket oprindeligt betød rejsende/fremmede. Disse pilgrimsrejser skyldtes et væsentligt element i den angelsaksiske kristendom, nemlig forestillingen om et frivilligt eksil. Det blev i denne periode ofte praktiseret bogstaveligt af munke i form af lange og farefulde rejser til fremmede lande for at forkynde kristendommen. Eksilet var udtryk for den højeste grad af askese. Den første kendte kristne missionær i Norden var englænderen Willibrord, men der var med stor sandsynlighed også øvrige engelske missionærer i området. Den engelske indflydelse på den tidlige kirke i Norden kan fx påvises sproghistorisk, da centrale liturgiske ord som kirke, kalk og røgelse oprindelig stammer fra oldengelsk.
I de skriftlige kilder fremstår især ærkebispesædet Hamborg-Bremen som udgangspunktet for den kristne mission i Norden, fordi størsteparten af de kendte kilder er skrevet af personer, som er tilknyttet dette sted. De undlod at omtale missionærer fra øvrige lande som fx England og Irland. Nordboerne havde dog været i kontakt med kristne, længe før den tyske mission begyndte i det 9. århundrede; fx blev de nordboer, som havde opholdt sig hos kristne fyrster (blandt andet som gidsler eller udsendinge) påvirket af kristendommen. Denne form for kristen indflydelse har udelukkende haft betydning for eliten. En anden væsentlig vej for kristendommen til Danmark og Norge har været den store gruppe af nordiske emigranter, der siden 870'erne var udvandret til de Britiske øer for at slå sig ned dér. Mange af dem blev hurtigt konverteret til kristendommen. I det 10. århundrede var mange gejstlige i England af anglo-dansk oprindelse, heriblandt tre ærkebiskopper. Det menes, at de havde stor sympati for missionsvirksomhed i Norden. Arkæologiske fund har da også påvist en betydelig engelsk indflydelse specielt i Danmark og Norge. Desuden blev der i begyndelsen af det 12. århundrede stadig opført kirker af engelsk type.. I 1022 blev Roskildes biskop ordineret af ærkebiskoppen af Canterbury, hvilket er en indikation af at den daværende danske konge, Knud den Store, forsøgte at gøre den danske kirke uafhængig af Hamborg-Bremen ved i stedet at lægge den under den engelske. Kort efter måtte han dog nødtvungent atter acceptere Hamborg-Bremen overhøjhed i den nordiske kirkeprovins. I Sverige og Finland er der derimod konstateret tegn på en betydelig østlig indflydelse indtil det 11. og 12. århundrede.
De præster, som rejste rundt i Norden som missionærer, var afhængige af både økonomisk støtte og beskyttelse af lokale. Derfor fulgtes de nok med en stormand eller en konge på dennes hyppige rejser rundt i landet mellem sine forskellige ejendomme. Ellers tog de ophold hos de rige jordbesiddere. Efterhånden opbyggede missionærerne et parallelt netværk, der kom til at stå i direkte konkurrence med den oprindelige religion. Da de ældste klostre var blevet etableret, blev de også vigtige centre for missioneringen og den tidlige institutionalisering af kristendommen i Norden. De var blevet anlagt på foranledning af konger af stormænd. Nogle af dem blev sandsynligvis grundlagt på et meget tidligt tidspunkt i perioden.
Ud fra beretningerne om forskellige missionsforsøg kan der tegnes et billede af den overordnede fremgangsmåde for de missionsforsøg, de kristne fyrster iværksatte i hedenske lande. En højtstående gejstlig, gerne biskop, blev udnævnt som leder af en delegation, der først skulle besøge landets hersker, for at vinde hans interesse inden man foretog sig yderligere. De tog gerne drenge med tilbage, som de kunne opdrage kristent og senere uddanne til missionærer, som måske senere kunne blive udsendt til deres hjemlande. En anden metode var at demonstrere den kristne guds overlegenhed. Dette kunne ske gennem direkte magtanvendelse eller ved destruktion af en hedensk helligdom. Kristne missionærer mødte i reglen først modstand fra det hedenske samfund, i det øjeblik de ødelagde eller vanhelligede helligsteder. Traditionelt accepterede man afvigende religiøse forestillinger, men krævede samtidig respekt for samfundets helligdomme.

## Kristendommen i tidlig middelalder
Den tidlige middelalders kristendom havde ikke nogen entydig form, men varierede stærkt fra sted til sted i Europa. Selv om der var en kerne, der var ens over hele dens udbredelsesområde, var der fx i Norden intet krav om cølibat for de kristne præster før langt ind i højmiddelalderen, og de religiøse forskrifter man efterlevede, varierede stærkt fra region til region. Den kristendom der blev udbredt i Nordeuropa havde fx en mere krigerisk præget form, både set i forhold til den, der i samme epoke var udbredt i Sydeuropa og i forhold til den form som kendes i dag. I den germanske form af kristendommen blev Jesus fremstillet som en sejrende krigerkonge, der udkæmpede en evig krig mod de onde magter. Denne krigerfigur virker som et ekko af Thors rolle i den gamle religion. Efterhånden som kristendommen blev institutionaliseret i Norden, fik den også et lokalt præg. Således beklagede pave Gregor 7. sig fx i et brev til Harald Hén i 1080 over, at præsterne stilles til ansvar for vejrliget, hvilket reelt var et levn fra før-kristne forestillinger. En anden stor forskel var, at en institution i Norden ikke kunne eksistere som en selvstændig enhed, uafhængig af dens patron og sponsor. Derfor fik den kristne kirke mod nord mere karakter af funktion end institution, hvilket står helt i modsætning til dens rolle i de tidligere romerske områder, hvor den var i stand til at fungere som en uafhængig enhed.
Nogle af kirkens institutioner var vigtige over hele kristenheden, en af dem var biskoppen. Han var en helt central figur i de kirkelige ritualer, da almindelige præster i denne periode udelukkende kunne udføre et begrænset antal liturgiske ceremonier, fx var det kun biskoppen, som kunne indvie en kirke eller ordinere nye præster. Den stærke pavemagt og centraliserede katolske kirke, som kendes fra højmiddelalderen, fandtes endnu ikke men var et resultat af investiturstriden, som kulminerede i 1074. Den kristne organisation, der blev etableret i Norden i vikingetiden, var derfor væsentlig forskellig fra den senere form. På dette tidspunkt havde kongerne og stormændene kontrollen over den lokale kirke og besluttede selv, hvem der skulle besætte de lokale embeder. Dette var en praksis, som var helt i overensstemmelse med den germanske før-kristne praksis; de gamle helligsteder havde tilhørt en stormand, og de lå på hans jord. På samme måde kom de nye kirker til at tilhøre den person, som havde ladet den opføre, og som betalte dens drift. Præsteskabet i den tidlige middelalder var derfor heller ikke underlagt den samme religiøse og institutionelle kontrol som senere hen. Derfor fik de lokale kirker et stærkt varieret udtryk, hvor fx den tidlige germanske kirke fungerede ofte meget selvstændigt overfor romerkirken.
Dele af kristendommen havde direkte paralleller i den nordiske religion, mens andre var helt fremmede. De cykliske elementer i datidens kristendom og idéen om død og opstandelse var også velkendte for nordboerne, da de havde flere paralleller i deres egne myter. Det samme gjaldt forestillingerne om skytsengle, guddommelig vejledning og en kommende dommedag. Andre forestillinger var dog totalt fremmede for dem; fx Jesu rolle som forsoner mellem gud og mennesker og lidelseshistorien, hvor han påtog sig menneskets skyld. I det før-kristne Norden havde gudernes rolle været at sørge for ”fred og år” for samfundet som helhed. I den kristne kultur blev der derimod lagt vægt på det enkelte menneskes forhold og tro på gud. Samtidig umuliggjorde de kristne dogmer troen på andre guder. En anden væsentlig forskel på den gamle religion og den nye var graden af kosmologisk entydighed; inden for det kristne religiøse system blev kristendommen anset som menneskehedens eneste mulighed for frelse og andre trossystemer blev fremstillet som manifestationer af den onde. I det før-kristne trossystem blev øvrige religioner derimod ikke afvist på samme måde. Det var imidlertid en af kristendommens store styrker i forhold til den traditionelle religion, at den kunne et give et svar på spørgsmålene om livets mening og hvorfor mennesket var sat i verden.
Konvertering til kristendommen betød ikke alene accept af kristne forestillinger, men også af kirkens ritualer og ikke mindst regler. Denne handling var som regel heller ikke bare en tom gestus; datidens mennesker var i reglen oprigtigt overbeviste om, at de guddommelige magter manifesterede sig direkte i det jordiske liv. Forestillinger om en abstrakt og fjern guddom var helt fremmede for de fleste. For den enkelte må trosskiftet derfor have været reelt og oprigtigt, fordi den nye religion mentalt gav mere mening, dette må også have gjaldt kongerne.

## Hedenskabet i overgangstiden
Samfundsopfattelsen i den germanske kultur afveg på flere punkter fra den romerske, som kristendommen var udsprunget af. De germanske kongeriger var langt mindre centraliseret end Romerriget. Traditionelt havde kongen hos germanerne kun betydning som garanten for et godt forhold til guderne, det vil sige ”fred og år” og som anfører i krig. Den politiske indflydelse lå i stedet hos de store jordbesiddende slægter, de var i realiteten selvbestemmende og kun bundet til kongen gennem en troskabsed. Modsat den senere romerske tradition, var det i de germanske riger ikke kongen, som ejede hele landet, hvert stykke land var en personlig ejendom. Selvejende institutioner, som kendtes fra fx det romerske samfund, var derimod fuldstændigt fraværende. De kunne retsligt ikke eksistere uafhængigt af en person. Den før-kristne religions primære svaghed da den kom i kontakt med kristendommen, var netop dens mangel på organisation, centrale autoriteter og fraværet af centrale og universelle doktriner. I stedet havde den et stærkt individualistisk og lokalt præg, der betød, at kristendommen med tiden fik indflydelse på alle samfundets væsentlige institutioner.
I den traditionelle nordiske kultur blev der lagt vægt på religionens betydning som grundlaget for samhørigheden i samfundet og dens rolle i etableringen af individets relationer til fællesskabet. Driften af templer og helligsteder var almindeligvis en sag for lokalsamfundets mest betydningsfulde slægter og det var som regel overhovedet for dem, som fungerede som præster i den før-kristne religion. Når en fyrste eller en høvding lod sig omvendte sig til kristendommen, var det derfor hele lokalsamfundet, der skiftede tro.
Et tegn på den lange overgangstid er, at mange elementer fra det gamle trossystem, heriblandt mange af guderne, overlevede i den skandinaviske folklore helt op til moderne tid. Den hedenske religion, der var udbredt i overgangsperioden, gennemløb store forandringer. Før-kristne ritualer og forestillinger må være blevet påvirket af den fremvoksende kontakt med kristne. Et begreb som fx Valhal kan sandsynligvis være opstået så sent som i midten af 10. århundrede under påvirkning af kristne forestillinger om paradiset. Den kulturelle omvæltning medførte samtidig, at den latinske litterære tradition blev udbredt i Norden. Det betød både, at information om den før-kristne religion nu blev skrevet ned og at fremstillingen af den blev påvirket af den kristne og latinske kultur. Saxo beskrev fx den gamle før-kristne kultur som et imperfekt og barbarisk stadium sammenlignet med den sejrende kristne. Mens islændingen Snorre Sturlason beskrev den ud fra et klassisk litterært system.
De ældre religiøse traditioner fortsatte med at have betydning længe efter det formelle trosskifte. De havde jo så længe man kunne huske tilbage ydet beskyttelse og givet verden struktur, men blev nu udfordret af fremmede idéer som arvesynden og Treenigheden. Fx har arkæologiske udgravninger på en begravelsesplads på Lovön nær Stockholm vist, at hedenske traditioner dér levede videre i mindst 150-200 år. Dette var endda en lokalitet, som, også i datidens Sverige, lå i nær tilknytning til magtens centrum. Et andet eksempel er runeinskriptioner fra handelsbyen Bergen i 13. århundrede, på en af dem anråbes hedenske mytologiske figurer såsom valkyrier, mens kristne forestillinger nærmest er helt fraværende.

## Sameksistens, konflikt og synkretisme
I midten af det 9. århundrede blev kristendommen tolereret i både Danmark og Svealand og der var kirker i tre af de største byer, hvor præsten havde tilladelse til både at prædike og afholde dåb. Skiftlige kilder fra perioden mellem det 9. og 13. århundrede vidner dog om, at forholdet ikke altid var fredeligt mellem tilhængerne af de to religioner. Fx var perioden fra det 9. til 10. århundrede præget af en vis tolerance, men den blev afløst af en ny fase, hvor den gamle religion blev forfulgt og kristendommens position som den eneste tilladte religion blev etableret. Det krævede, at der var opbygget en egentlig kirkelig institution og at den havde stærk støtte, især fra kongehuset.
I det før-kristne samfund blev øvrige religioner ikke accepteret ud fra moderne idéer om tolerance, men snarere fordi de var der og at man derfor måtte forholde sig til dem. Det betød, at accept af én guddom ikke var lig med afvisning af øvrige guder, derfor havde man i hedensk tankegang ofte også plads til Jesus ved siden af de gamle guder. Det kan have været en medvirkende årsag til, at overgangsperioden mellem de to religiøse systemer blev så langvarig. Efter kristendommen havde udviklet sig til et alternativt trossystem, der var i direkte opposition til det traditionelle, fandt man det i flere tilfælde nødvendigt at lave pragmatiske foranstaltninger for at undgå konflikter.
I begyndelsen blev kristendommen med stor sandsynlighed blot opfattet som en form for supplement til de ældre religiøse forestillinger. I flere kilder forekommer der i hvert fald beskrivelser af situationer, hvor kristne mytologiske figurer optræder som ligestillede med de nordiske guder.

### Konflikter
Konflikter opstod lige fra husstandsniveauet til det højeste samfundsplan; fx beretter Grønlændersagaen, at Erik den Rødes hustru, Thjodhild, efter hendes omvendelse til kristendommen, nægtede at leve sammen med Erik, så længe han tilbad de gamle guder. Mange konflikter var også et resultat af, at religion dengang ikke udelukkende var et privat anliggende, men i mange sammenhænge havde betydning for hele samfundet. En af kongens vigtigste funktioner var at fungere som religiøst overhoved for hele landet; hvis kongen derfor ikke sikrede et godt forhold til de guddommelige magter, risikerede hele samfundet at lide skade. Derfor kunne en konvertering skabe uro. Et andet konfliktpunkt var forbud mod gamle religiøse skikke. Fx forbød kirken den forfædredyrkelse, der ellers havde været et væsentligt element i den før-kristne religion.

### Synkretisme
Umiddelbart findes der i de skriftlige kilder intet, der tyder på en udpræget synkretisme, snarere på eksistensen af to parallelle trossystemer; selvom Jesus i den tidlige fase ofte opfattes som én gud iblandt mange. Imidlertid viser flere materielle levn tegn på en form for blanding mellem de to religioner, fx bliver kristne og hedenske symboler kombineret på flere genstande. Alene ud fra de enkelte forekomster er det umuligt at udlede, hvad denne sammenblanding reelt dækker over: De kan være levn fra en reel blandingsreligion, resultatet af usikkerhed om symbolernes dybere betydning, en form for dobbeltgardering, eller at symbolerne var fjernet fra deres oprindelige sammenhæng. De stammer ikke kun fra en kort overgangsfase, men forekom så sent som 13. århundrede; fx i form af hammersymboler på døbefonten i Gettrup kirke i Thy.
Der er dog meget, der tyder på, at nordboerne bibeholdt mange af de traditionelle forestillinger og idéer om gudernes rolle, nu blot relateret til den kristne gud. Elementer i den nordiske kristendom byggede i flere tilfælde på gamle hedenske forestillinger, fx gudens rolle som garant for samfundets stabilitet og rigdom, de store årlige højtider blev videreført, blot i nye rammer. Men ligesom i den før-kristne periode havde alle pligt til at deltage i festen. Mange af de andre ritualer byggede også på ældre ritualer. Flere hedenske ritualer fortsatte endda i kristne rammer, for størstedelens vedkommende blev de dog betragtet som overtro af kirkens etablissement. Overgangen til et nyt trossystem var derfor i 11. århundredes Norden endnu ikke fuldstændig.
På andre områder var der også klare tegn på kontinuitet; mange gamle kultcentre fortsatte fx med at fungere som helligsteder, nu blot i en kristen form; det gælder blandt andet Viborg, Odense og Uppsala, der blev hjemsted for hver deres biskop. I andre tilfælde er hedenske monumenter blevet omformet, så de i stedet fik en kristen betydning. I Jelling blev et oprindeligt hedensk kompleks ombygget af den første kristne konge i Danmark, Harald Blåtand, ved at en usædvanligt stor kristen kirke blev opført inden i en ældre stensætning og mellem to gravhøje. Samtidig blev den tidligere hedenske konge, Gorm den Gamle, flyttet fra den ene høj og genbegravet i kirken. I den gamle grav anbragte man i stedet kristne genstande som vokslys og sølvbægre, formentlig for rituelt at inddrage dette hidtil hedenske sted i den kristne sfære.
Paradoksalt set fandtes der aldrig, i den lange overgangsfase mellem det traditionelle hedenske og det kristne samfund, noget afgrundsdybt svælg mellem de religiøse forestillinger i de to religioner; fx blev helgenerne gerne brugt som indgang til et polyteistisk univers, en fremgangsmåde, som næsten kan betegnes som bevidst synkretisme.
Påvirkningen skete dog i høj grad også den anden vej, fra kristendommen til den nordiske religion. Flere af de mytologiske skikkelser, der optræder i de skriftlige kilder, kan være påvirket af kristne forestillinger; fx er Balder-figuren blevet tolket som en lokal udgave af Jesus. Ligesom Heimdalls horn, som han blæser i ved Ragnarok, er blevet set som en parallel til Gabriel i Bibelen. Den kristne påvirkning af den nordiske religion kan være begyndt allerede i romersk eller germansk jernalder, og det er derfor vanskeligt at udlede hvilke elementer i religionen, som er oprindelige og upåvirkede af kristen indflydelse.

## Religion og politik
Der var en nær relation mellem rigssamling og kristning i alle de nye stater, der opstod i Europa i den tidlige middelalder. På samme måde faldt etableringen af den centrale kongemagt som politisk institution i Norden sammen med overgangen fra hedenskab til kristendommen. Det hang blandt andet sammen med, at den kristne kirke kunne tilbyde fyrsterne en ideologisk ramme til det nye statsapparat. På den anden side så den frankiske kejser også en sikkerhedspolitisk fordel i at gøre hans riges stærke hedenske naboer mod øst og nord kristne og derved gøre dem til sine egne vasaler. Karl den Stores undertvingelse og tvangskristning af sakserne betød, at Frankerriget kom til at dele grænse med Danmark. Det betød også, at der nu var en reel trussel om, at noget lignende kunne ske i Danmark. At Ebo af Rheims og Ansgar kunne iværksætte et missionforsøg på det tidspunkt skal ganske sikkert ses i den sammenhæng.
Anden halvdel af det 9. århundrede var præget af nogle af de mest omfattende vikingeangreb på Vesteuropa, mens Frankerriget var svækket. Der kendes ingen beretninger om missionsrejser i Norden på dette tidspunkt, hvilket kan hænge sammen med, at de lokale fyrster ikke fandt det nødvendigt at støtte de kristne kirker, mens de kristne lande var svage. Man har sandsynligvis betragtet kristendommen som en svag religion. I begyndelsen af det 10. århundrede blev beskyttelsen mod overfald fra vikingerne mere effektivt og kejsermagten begyndte at foretage angreb på Danmark i stedet. Det betød, at missionen atter blev stærk, da den danske konge nu havde et øget behov for at stå på god fod med de kristne riger. At den danske konge kunne konvertere i 965 skyldtes også, at der på det tidspunkt allerede var en kristentsindet gruppe, som var stor nok til at kunne give ham den nødvendige støtte til at foretage en religionsskifte. En konges konvertering var ikke en individuel handling, kongen var traditionelt dybt involveret i landets religionsdyrkelse. Derfor måtte kongen sikre, at han havde den nødvendige støtte fra landets stormænd, før han skiftede religion.
For nordboerne i al almindelighed var der også både sociale, økonomiske og politiske fordele forbundet med at knytte sig selv til kristendommen, når de rejste til kristne områder, da de derved kunne blive afdæmomiseret og derved få et bedre forhold til befolkningen dér.

## Kristningen af Danmark
Det første beskrevne forsøg på mission i det nuværende Danmark var Willibrord, Frisernes apostel, som prædikede i Slesvig. Der opholdt han sig på et tidspunkt mellem år 710 og 718, hvor han også mødte den danske konge Agantyr (latin: Ogendus). Han blev beskrevet som ’’vild som et dyr og hård som sten’’,  da Willibrord og hans ledsagere ikke havde megen held med deres forehavende. Kongen havde ellers modtaget dem respektfuldt, men havde ingen interesse i at konvertere til kristendommen. Agantyr tillod dog, at Willibrord tog 30 unge mænd med sig tilbage til Frisen, hvor de kunne blive uddannet og senere genoptage missionen blandt de vilde daner. Vi kender først til et fornyet missionsforsøg mere end hundrede år senere, da ærkebiskoppen af Reims, Ebbo og Willerich, den senere biskop af Bremen, døbte nogle få personer under deres besøg i Danmark i 823. Ebbo vendte to gange tilbage til Danmark, for at omvende flere, men det fremgår ikke af kilderne, hvorvidt han havde nogen succes.
Få år efter i 826, blev den jyske konge Harald Klak tvunget til landflygtighed af Horik 1. Harald søgte støtte hos kejser Ludvig den Fromme og han tilbød Harald sin hjælp og hertugdømmet Frisen i forlening, hvis han opgav de gamle guder og lod sig døbe. Sammen med sin hustru og familie og 400 daner blev han døbt i Ingelheim. Da Harald vendte tilbage til Jylland i forsøget på at generobre sin trone, blev han ledsaget af munken Ansgar på foranledning af kejseren. Harald blev imidlertid atter fordrevet fra Danmark af Horik og Ansgar, som dermed ingen støtte havde i Danmark, besluttede at forsøge sig i Sverige i stedet. I 831 blev ærkebispesædet i Hamborg grundlagt, med Ansgar som den første ærkebiskop, det fik blandt andet tildelt ansvaret for missionen i Norden.
Horik angreb og plyndrede Hamborg i 845 og Ansgar måtte flygte til Bremen, hvor bispesædet blev genetableret. Siden hen vandt han dog kongens tillid, som i 860 gav han tilladelse til at opføre en kirke i Hedeby, den første i Danmark. Få år senere blev endnu en opført i Ribe, den blev siden sæde for Nordens første biskop i 948, dog underlagt ærkebiskoppen af Hamborg-Bremen. Den første biskop, St. Leofdag eller Lifdag blev ifølge traditionen imidlertid dræbt, da han krydsede Ribe å..

## Kristningen af Sverige
Det første kendte forsøg på at omvende svenskerne til kristendommen blev som nævnt gjort af Ansgar i 830. Han var blevet inviteret af den svenske konge Bjørn Haugi og tillod opførelsen af en kirke i Birka. Hans budskab blev dog kun mødt med lille interesse af svenskerne. Et århundrede senere gjorde ærkebiskop Unni af Hamborg-Bremen endnu et forgæves forsøg; og i 10. århundrede rejste flere engelske missionærer rundt i Västergötland.
Olof Skötkonung var den første kristne konge i Sverige, da han besteg tronen i 990’erne, men kristendommen og hedenskabet sameksisterede på officielt plan helt frem til slutningen af 11. århundrede; hedningene og de kristne havde i den periode en gensidig aftale om tolerance overfor den anden part. Adam af Bremen beskriver i sin historiske gennemgang et hedensk tempel, der i 11. århundrede stadig var i funktion i Uppsala. Der er endnu ikke blevet fundet klare spor efter det, men rester af en trækonstruktion fundet under den nuværende kirke, kan være levn af det, selvom det lige så vel kan være levn efter en ældre kirke.
Kilderne til den svenske historie er dog fåtallige til denne periode, men ét af de mest voldelige sammenstød mellem kristne og hedninge i Sverige, er omtalt i Orkneyinga saga og i Hervarar saga. Disse sagaer fortæller, hvorledes den svenske konge Inge d. æ. i 1080’erne havde besluttet at sætte en stopper for aktiviteterne i det hedenske tempel i Uppsala, hvilket dog medførte en kraftig modreaktion fra befolkningen, hvor Inge blev tvunget i eksil. Hans sviger bror, Blot-Sven, blev nu valgt til konge under den betingelse, at den hedenske praksis kunne fortsætte. Inge vendte dog tilbage i hemmelighed efter tre år og omringede Blot-Svens hal med sine folk. De satte ild til hallen og alle derinde blev enten brændt ihjel eller dræbt, da de forsøgte at flygte. Det formodes, at templet blev ødelagt, efter Inge var vendt tilbage til magten. I 1164 blev der etableret et ærkebispesæde i Uppsala.
Grunden til at hedenskab og kristendommen kunne eksistere relativt fredeligt samtidigt helt op til slutningen af 11. århundrede var, at der generelt var en udbredt accept af den nye religion i befolkningen og at den før-kristne religion samtidig blev opfattet som helt central for retsvæsnet, selv blandt nyomvendte kristne. For at kunne regere måtte Inge d.æ. have støtte fra størstedelen af befolkningen, herunder hedninger, og den trofasthed blev afprøvet, da den norske konge Magnus Barfod invaderede Västergötland. Inge kunne tilsyneladende mønstre hele ledingshæren på 3.600 mand, som besejrede den norske styrke. Sverige blev på grund af denne tolerance stadig opfattet som et hedensk land i det øvrige Norden, længe efter Danmark og Norge officielt var blevet kristne. Selvom Sverige i 12. århundrede formelt var blevet fuldt ud kristent, så kunne den norske konge Sigurd Jorsalfar iværksatte et invasion af Småland under påskud af, at det var et korstog med det formål at kristne indbyggerne der.

### Kristningen af Jämtland
På den nordligste runesten, som står på øen Frösön i det centrale Jämtland, fremgår der, at en mand, kaldet Austmaðr, kristnede området. Det skete formentligt i perioden 1030-1050, da stenen blev rejst. Hvem Austmaðr var, er usikkert.

## Kristningen af Norge
Det første kendte forsøg på at sprede kristendommen i Norge blev iværksat af kong Håkon den Gode (regerede 934-961). Han var vokset op i England og kristent opdraget, men hans bestræbelser blev imidlertid mødt med modstand, og opnåede kun begrænset succes. Hans efterfølger Harald Gråfeld (regerede 961–976) var ligeledes kristen, men blev mest kendt for at ødelægge hedenske templer, hvilket ikke øgede kristendommens popularitet. I den sydvestlige del af Norge, der hvor forbindelserne til de Britiske øer var stærkest, var de lokale stormænd på dette tidspunkt dog allerede gået over til kristendommen. Dette var måske sket før den danske konge Harald Blåtands dåb. I det hele taget ser det ud til at kristningen af Norge skete fra England, og at den tyske andel af det var beskeden.
Harald blev selv efterfulgt af den hedenske Håkon Sigurdsson Jarl (regerede 971-995), han førte en pro-hedensk politik, hvor templer, der var ødelagt af forgængerne, blev genopført. Da den danske konge Harald Blåtand forsøgte at tvinge Håkon til at antage kristendommen, brød han sin troskabsed til Harald. En dansk invasionshær blev besejret i slaget ved Hjörungavágr i 986.
I 995 blev Olav Tryggvason kong Olav 1. af Norge. Han var født omkring 960, og havde i sin ungdom været på adskillige vikingetogter. I 986 mødte han imidlertid en kristen seer på Isles of Scilly, som fortalte ham:
 Du vil blive en stor konge og udrette store ting. Du skal omvende mange mennesker til troen og dåben, og med dette skal du hjælpe både dig selv og mange andre. Og for at du ikke skal tvivle på mit svar, så skal du tage dette som tegn. Når du kommer til dine skibe, skal du møde svig og flokke, som er imod dig, og der skal komme kamp, og du kommer til at miste nogle folk; selv skal du blive såret og tro at du dør af såret, du vil blive båret på skjolde om bord i skibet. Men af dette sår skal du blive rask igen inden syv dage, og lige derefter skal du lade dig døbe

Som seeren havde forudsagt blev Olav angrebet af en gruppe mytterister da han vendte tilbage til skibene, og så snart han havde kommet sig af sine sår, lod han sig døbe. Herefter undlod han at plyndre kristne byer og boede nu i England og Irland. I 995 greb han lejligheden til at tage tilbage til Norge; Håkon Jarl stod overfor et oprør, og Olav overtalte oprørerne til at udråbe ham som konge. Håkon Jarl blev forrådt af sine egne og dræb af sin egen træl, da han gemte sig i en svinesti.
Olav gjorde det til sin hovedopgave at omvende landet til kristendommen, og det med alle midler. Ved at ødelægge templer og torturere og dræbe hedninge lykkedes dem ham at gjorde dele af Norge, i det mindste formelt, kristent. Kongesagaen giver ham også æren for kristningen af Færøerne, Orkney, Island og Grønland. Selvom det ikke fremgår af de skriftlige kilder, var kristendommen veletableret i flere regioner allerede før Olav Tryggvason indledte sit forsøg på med alle midler at omvende hele den norske befolkning. I Kongesagaen fremstilles han normalt som den første kristne i Norge. Et lignende billede fremgår til dels også af Heimskringla. I realiteten var det primært Trøndelagen og de indre egne af landet, der var ikke kristne. I Sydvestnorge må formålet med Olavs missionsarbejde derfor snarere have været at konsolidere en udvikling, der forinden havde stået på i flere årtier. Hans erobring og tvangsomvendelse af Trøndelagen bidrog i højere grad til kristningen af hele Norge.
Efter Olavs nederlag i slaget ved Svold i 1000 oplevede Norge der en mindre hedensk genopblomstring under Ladejarlerne. Under Olav den Hellige regering (1015-1028) blev hedenskabet atter undertrykt og kristendommens position styrket.

## Kristningen af Island
Det islandske alting besluttede i år 1000, at landet officielt var blevet kristent, en begivenhed der i Island bliver kaldt kristnitaka ("antagelsen af kristendommen"). Denne beslutning indeholdt dog også den bestemmelse, at udøvelsen af den før-kristne religion var tilladt i privatsfæren. Årstallet 1000 regnes derfor traditionelt som tidspunktet for Islands omvendelse til kristendommen, selv om det ifølge nogle historikere snarere var 999. Den vigtigste kilde til situationen som ledte om til denne begivenhed er især Ari Thorgilssons Islændingesaga samt passager i flere af familiesagaerne og dokumenter fra de første biskopper og præster. Ari Thorgilssons beskrivelser tillægges normalt stor værdi. Han blev selv født 67 år efter religionsskiftet, men han var i familie med flere af de personer, der deltog i begivenheden, og kunne på den måde trække på tidens tradition for mundtlig historiefortælling.
Allerede blandt de første nybyggere der ankom til øen i 9. og 10. århundrede, var der sandsynligvis kristne. Nogle af dem kom fra de britiske øer, hvor kristendommen var dominerende og var blevet kristne der. Hovedparten af nybyggerne var dog hedenske og den organiserede kristendom døde hurtigt ud. Fra 980 blev Island besøgt af flere missionærer; den første af dem ser ud til at have været en islænding (Þorvaldr Konráðsson inn víðförli), som var vendt hjem efter et ophold i udlandet, hvor han var konverteret. Sammen med Þorvaldr rejste en tysk biskop, om hvem kun lidt er kendt. De forsøgte at omvende flere islændinge, men kun med begrænset held. Þorvaldr selv blev mødt med spot og måtte til sidst flygte pp grund af en konflikt, hvor to mænd mistede livet.
Da den kristne Olav Tryggvason blev konge i Norge, intensiveredes bestræbelserne på at omvende islændingene. Selvom Island i store træk fungerede som en fristat, hævdede de norske konger stadig en vis overhøjhed over landet. Kong Olav sendte en kristen islænding ved navn Stefnir Thorgilsson; hans mission var omvende den islandske befolkning. Stefnir gik voldsomt til værks og ødelagde blandt andet helligdomme og afbildninger af de hedenske guder. Dette gjorde ham stærkt upopulær blandt de grupper, han skulle omvende og han blev til sidst dømt fredløs. Efter Stefnirs fiasko, forsøgte Olav igen og sendte en præst ved navn Thangbrand. Han var en erfaren missionær, som havde arbejdet i både Norge og Færøerne, men dette forsøg (ca. 997-999) blev alligevel kun en delvis succes; det lykkedes ham at omvende flere høvdinge, men han dræbte også to-tre mænd i sine bestræbelser. Thangbrand vendte derpå tilbage til Norge, hvor han måtte rapportere om sin fiasko til kongen. Olav besluttede derpå at benytte en mere aggressiv taktik; han nægtede islandske søfarer adgang til norske havne, det betød, at Island blev afskåret fra sin vigtigste handelspartner. Olav tilbageholdte også islændinge, som opholdt sig i Norge, som gidsler. Flere af dem var sønner af de mest magtfulde høvdinge i Island og dem truede kongen med at dræbe, hvis de ikke lod sig omvende til kristendommen.
Den islandske fristats udenrigspolitik bestod i realiteten i at opretholde gode forbindelser med Norge. Derfor blev spørgsmålet om kristningen af landet til et spørgsmål om statens fremtid. De islændinge, som allerede var kristne, begyndte nu at bruge kong Olavs pression til at øge indsatsen for et totalt trosskifte i landet. Det betød, at staten blev delt i to grupper med stærkt modsatrettede interesser og denne konflikt truede med at kaste landet ud i en borgerkrig. Denne situation nåede sit klimaks i sommeren 999 eller 1000 under det årlige møde på Altinget, fristatens vigtigste politiske institution. Her var der nærved udbrudt egentlige kampe mellem tilhængerne af de rivaliserende trossystemer, hvis ikke mellemmænd havde grebet ind, så sagen kunne blive behandlet på tinget. Lovsigemanden, Thorgeir Thorkelsson, som selv var goði Ljósavatn, det vil sige hedensk præst, var accepteret af begge parter, da han blev opfattet som både moderat og fornuftig. Han accepterede ansvaret som den, der skulle beslutte om Island skulle blive kristent eller beholde den gamle religion.
Da man var nået til enighed om betingelserne, tilbragte Thorgeir en dag og en nat i meditativ tilstand under et uldtæppe, lovsigemandens afgørelse ser ud til at bygge på et divinationsritual. Den følgende dag annoncerede han, at Island skulle blive kristent, dog under den betingelse at de gamle love vedrørende udsættelse af spædbørn og spisning af hestekød fortsat skulle respekteres samt at hedenske ritualer stadig skulle være tilladte indenfor privatsfæren. Thorgeir tog derpå sine egne gudestatuer og smed dem i et stort vandfald, der siden blev kaldt Goðafoss. Ved den beslutning blev den før-kristne religion reelt forskudt bort fra det offentlige rum til privatsfæren, hvilket på sigt førte til dens død, da religionens egentlige indhold var dens rolle som garant for sammenhængen i samfundet.
Islændingene lod sig derved omvende på fredelig vis, men ikke uden betingelser. Kirken måtte acceptere dem, selvom de stred mod dens sædvanlige praksis og det blev godkendt af paven i Rom. Det var dog ikke usædvanligt, at kirken indgå denne type kompromiser i missionsperioder, og senere, da kristendommen var blevet veletableret i Island, blev Thorgeirs forbehold da også annulleret.
Dette var dog sandsynligvis ikke første gang Island var et kristent land. Før den nordiske landnám i 9. århundrede, tyder flere kilder på at øen allerede havde været beboet af irske munke, kendt som papar. Imidlertid er alle formodede spor efter dem forsvundet.

## Kristningen af Færøerne
I 999 blev Sigmundur sendt til Færøerne af Olav Tryggvason, som gav Sigmundur og nogle præster i opdrag at omvende færingerne. De skulle døbes og oplæres til at blive gode kristne. Sigmundur og tredive mand angreb Tróndur í Gøtu (gammelnorsk: Þrándr í Götu) (ca. 945 – 1035) og tvang Tróndur med våbenmagt til at gå over til kristendommen. For at gennemføre en kollektiv omvendelse mødtes Tróndur og øvrige færinger på Lagtinget, hvor de imidlertid afviste den nye lære om Hvíta Krist, eftersom de så på kristendommen som Sigmundurs undskyldning for at tage magten over øerne. Sigmundur blev i denne forbindelse næsten dræbt af den rasende forsamling. Sigmundur valgte derfor en anden metode i sit missionsarbejde. I nattens mulm og mørke sejlede Sigmundur med sit mandskab til Gøta og ind på Tróndurs gård, hvor han opsøgte Tróndur og hev ham ud af sengen. Tróndur fik valget mellem at bekende sig til den kristne tro eller at blive halshugget, hvorpå Tróndur pragmatisk valgte den første valgmulighed. Sigmundur fik derefter omvendt færingerne. Nyere arkæologisk forskning indikerer, at kristendommen allerede havde fundet vej til Færøerne før Sigmundurs 'genkristning'. Fund af blandt andet keltiske gravstene tyder på, at Sigmundurs genkristning bestod i, at Færøernes beboere blev påtvunget en overgang fra keltisk til katolsk kristendom.

## Kristningen af Grønland
I Erik den Rødes saga om Leif berettes, at Leif besøgte Olav Tryggvason, som var konge i Norge i perioden ca. 995-1000. Da Leif skulle returnere til Grønland, bad kongen ham prædike kristendommen der. Efter at havde faret vild på havet og en omvej til Grønland via et ‘ukendt’ land begyndte Leif at udbrede kendskabet til kristendommen, som han havde lovet Olav Tryggvason i år 1000. Leifs mor, Thjodhilde, lod sig omvende og hun lod en kirke bygge. 100 år senere henvendte de grønlandske bønder sig til den norske konge, Sigurd Jorsalfar, med ønske om etablering af et grønlandsk bispesæde. Kongen indvilgede og udpegede den norske gejstlige Arnald, som oprettede sit bispesæde på gården Gardar i Grønland. Gården Gardar, hvor de grønlandske bisper boede, er identificeret med de mange ruiner i fåreholderbygden Igaliku i nabofjorden til Tunulliarfik, hvor Brattahlid ligger. Arkæologiske undersøgelser i Igaliku i 1924 fandt en bispegrav, der fastslog gårdens identifikation. Bispegraven er eneste sikre arkæologiske indicium på bispens tilstedeværelse i Grønland. Kulstof 14-datering placerer graven i slutningen af 1200-årene.

## Kristningen af Finland
De skriftlige kilder fortæller om et isoleret og hedensk Finland helt op til 13. århundrede, mens arkæologiske fund derimod vidner om tætte kontakter til især Mellemsverige og Gotland. Arkæologi viser, at kristendommen begyndte at vinde fodfæste i løbet af 11. århundrede i de områder af Finland, der ligger tættest på Sverige. Denne antagelse bygger især på de ændringer i gravskikke, der er blevet påvist; og de viser, at denne region gennemgik nogle kulturelle forandringer i første halvdel af 11. århundrede. Kristendommen blev derfor etableret ca. 100 år før de tidligste svenske korstog og endog før kristendommen var slået helt igennem i Uppsala i Sverige. De øvrige finske regioner ser ikke ud til at være blevet kristnet før på et senere tidspunkt. Skt. Eriks legendariske korstog i 12. århundrede var således rettet mod områder i vest, der allerede var kristne. Det er imidlertid tvivlsomt, om der overhovedet var noget korstog på dette tidspunkt. Kristendommen blev imidlertid styrket af den gradvist stærkere svenske tilstedeværelse i landet i 12. århundrede og af Birger Jarls finske korstog i 13. århundrede.
Låneord for mange grundlæggende kristne begreber har slavisk oprindelse; det må være et resultat af, at kristningen af Finland snarere skete østfra end vestfra. Dette skal måske ses i sammenhæng med de spor efter østlig indflydelse, der også er blevet påvist i den ældste svenske kristendom.

## Kristningen af samerne
Samerne er et folkeslag, hvis oprindelse stammer fra det nordøstlige Rusland og som siden har spredt sig over et territorium, der ligger spredt over flere landegrænser såsom Norge, Sverige, Finland og Rusland. Samerne kan som folkeslag spores 10.000 år tilbage i tid.
Det skønnes, at kristningen af samerne var blevet indledt i det 13. århundrede og i begyndelsen af det 18. århundrede fulgte en ny missionsindsats, der primært handlede om at omvende dem fra katolicisme til protestantisme.
Det vides med sikkerhed, at Pehr Högström, en kristen missionær i Sverige, har beskrevet samerne i 1740’erne. Derudover startede kirken missionærskoler for samerne med henblik på at omvende samerne til kristendom i første halvdel af det 18. århundrede.

## Øvrige områder af Norden
Fra ca. midten af 9. århundrede indtil 13. århundrede var Hebriderne, Isle of Man samt i perioder Dublin underlagt nordisk styre, men befolkningen var stadigt overvejende gælisk, som havde været kristne længe inden nordboerne ankom. Fx blev Isle of Man ifølge legenden kristnet af den irske missionær Sankt Maughold (Maccul) i 5. århundrede. I 1130’erne blev øens første biskop udnævnt, men han opgav sit kald og blev i stedet sørøver. Den nordiske befolkningsandel på Orkney, Shetland og Færøerne var større og disse øer var overvejende hedenske indtil slutningen af 10. århundrede. Det fortælles, at Orkney blev kristnet af Olav Tryggvason i 995, da han besøgte øerne på vej fra Irland til Norge. Han tilkaldte Sigurd Jarl af Orkney og beordrede ham at konvertere. Da Sigurd nægtede, truede kong Olav med at dræbe Sigurds søn Hvelp. Den første biskop på Shetland blev indsat i begyndelsen af 11. århundrede. Shetland og Færøerne blev kristne samtidig med Orkney.